# European Film Actor School
Die European Film Actor School AG (EFAS) mit Sitz in Zürich galt als die älteste Film-Schauspielschule Europas, da sie seit 1990 junge Talente für ein späteres Tätigkeitsfeld in den Medien Film und Fernsehen ausbildete.
Regisseure wie Dominik Graf, Vivian Naefe, Margarethe von Trotta, Dagmar Hirtz, Magdalena Łazarkiewicz waren immer wieder Leiter des Diplomseminars. Die Schulabgänger Joel Basman, Martin Rapold, Soraya Gomaa und Luna Wedler wurden an der Berlinale als Shooting Stars ausgezeichnet. Uygar Tamer gewann 2010 den Schweizer Filmpreis „Quarz“ in der Kategorie „Beste Nachwuchsschauspielerin“. Julienne Pfeil wurde 2012 als „Beste Nachwuchsschauspielerin“ des deutschsprachigen Theaters nominiert. Leonardo Nigro gewann 2014 den Fernsehfilmpreis, Sascha Gersak wurde auf der „Berlinale“ 2014 von der Deutschen Filmkritik zum besten Hauptdarsteller gewählt, Joel Basman gewann 2015 die renommierte „Lola“ für die „beste darstellerische Leistung männliche Nebenrolle“ in Wir sind jung, wir sind stark. Vier Absolventen der EFAS (Uygar Tamer, Eliane Iten, Peter Zgraggen und Alejandra Cardona) gewannen beim „Filmfestival von Locarno“ den „Audience Award“ für Helden.
Weitere Schüler waren Annina Frey, Martin Rapold, Tanja Gutmann, Susu Padotzke, Britta Horn, Martin Kautz, Iris Junik, Melanie Kogler, Karin Lanz, Leonardo Nigro, Corinna Nilson, Sascha Gersak, Patrick Rapold, Deborah Meister, Xenia Georgia Assenza, Salvatore Greco, Steve Devonas, Kiki Maeder und Meryl Marty.
Bis 2018 hatten Absolventen insgesamt 60 nationale und internationale Film- und Fernsehpreise gewonnen.

## Belege
1. ↑  Vita - Darstellerin.de – Corinna Nilson Schauspiel. Archiviert vom Original (nicht mehr online verfügbar) am 15. Mai 2017; abgerufen am 27. Mai 2017.  Info: Der Archivlink wurde automatisch eingesetzt und noch nicht geprüft. Bitte prüfe Original- und Archivlink gemäß Anleitung und entferne dann diesen Hinweis.
2. ↑  European Film Actor School